# NRJ Music Award de l'album international de l'année
L'album international de l'année est une récompense musicale décernée lors des NRJ Music Awards.

## Palmarès
| Année | Artiste            |
| ----- | ------------------ |
| 2000  | Whitney Houston    |
| 2001  | Madonna            |
| 2002  | dido               |
| 2003  | Shakira            |
| 2004  | Dido               |
| 2005  | Black Eyed Peas    |
| 2006  | Black Eyed Peas    |
| 2007  | Christina Aguilera |
| 2008  | Britney Spears     |
| 2009  | Katy Perry         |
| 2010  | David Guetta       |